# ادوارد استیونسون براون
ادوارد استیونسون براون (انگلیسی: Edward Stevenson Browne؛ ۲۳ دسامبر ۱۸۵۲ – ۱۶ ژوئیه ۱۹۰۷) فرد نظامی اهل پادشاهی متحد بریتانیای کبیر و ایرلند بود. وی همچنین برندهٔ جوایزی همچون صلیب ویکتوریا شده‌است.